# Dodgeball (social network)
Dodgeball è stato un social network basato sulla geolocalizzazione pensato per dispositivi mobili in cui gli utenti condividevano coi propri contatti la propria posizione e potevano scoprire punti d'interesse nelle loro vicinanze. Il servizio è stato comprato da Google nel 2005 ed è stato spento e sostituito da Google Latitude nel 2009.

## Panoramica
Dodgeball è stato fondato nel 2000 da Dennis Crowley e Alex Rainert, due studenti della New York University, ed è stato comprato da Google nel 2005. Dopo che i due fondatori del servizio hanno lasciato Google Crowley, che ha descritto l'esperienza nell'azienda di Mountain View come incredibilmente frustrante, ha creato insieme a Naveen Selvadurai Foursquare, un servizio dalle basi molto simili al suo primo lavoro. Durante il suo periodo di attività Dodgeball non è stato comunque disponibile ovunque ma solo nelle città di Seattle, Portland, San Francisco, Los Angeles, Las Vegas, San Diego, Phoenix, Dallas–Fort Worth, Austin, Houston, New Orleans, Miami, Atlanta, Washington, D.C., Philadelphia, New York City, Boston, Detroit, Chicago, Madison, Minneapolis–St. Paul e Denver. Nel gennaio del 2009 Vic Gundotra, vice campo ingegnere a Google, ha annunciato che l'azienda avrebbe disattivato Dodgeball entro i successivi dei mesi dopo i quali il servizio non sarebbe più stato disponibile. Dodgeball è stato disattivato nel febbraio 2009 e sostituito da Google Latitude.